# Малое Орехово (Новгородская область)
Малое Орехово — деревня в Старорусском районе Новгородской области в составе Наговского сельского поселения.

## География
Находится в южной части Новгородской области на расстоянии приблизительно 9 км на запад по прямой от железнодорожного вокзала города Старая Русса.

## История
На карте 1840 года уже была обозначена. В 1908 году здесь (Старорусский уезд Новгородской губернии) было учтено 17 дворов. В деревне находилась часовня

## Население
Численность населения: 110 человек (1908 год), 11 (русские 100 %) в 2002 году, 15 в 2010.